# Étoile de Bruyère
Étoile de Bruyère född 9 maj 2014, är en fransk varmblodig travhäst som tränades av Charles Dreux och reds av Adrien Lamy.
Hon började tävla i april 2017 och inledde med en fjärdeplats och tog sin första seger i nionde starten. Hon sprang under sin karriär in 1 miljon euro på 79 starter, varav 8 segrar och 8 andraplatser samt 9 tredjeplatser. Karriärens största segrar kom i Prix de Normandie (2019).
Hon har även segrat i Prix Legoux-Longpre (2019), Prix Joseph Lafosse (2019), Prix Edmond Henry (2020) och hon kom även på andraplats i Prix du Président de la République (2018), Prix Olry-Roederer (2018), Prix Jean Gauvreau (2019), Prix de Cornulier (2020), Prix Henri Desmontils (2020), Prix Reynolds (2021) och kom på tredjeplats i Prix Philippe du Rozier (2019), Prix Victor Cavey (2019), Prix Edmond Henry (2019), Prix du Calvados (2020), Prix Paul Delanoe (2020), Prix de Cornulier (2021, 2022).

## Statistik
| Statistik för Étoile de Bruyère (Ref.) | Statistik för Étoile de Bruyère (Ref.) | Statistik för Étoile de Bruyère (Ref.) | Statistik för Étoile de Bruyère (Ref.) | Statistik för Étoile de Bruyère (Ref.) | Statistik för Étoile de Bruyère (Ref.) |
| -------------------------------------- | -------------------------------------- | -------------------------------------- | -------------------------------------- | -------------------------------------- | -------------------------------------- |
| Starter                                | Placeringar                            | Startprissumma                         | Segerprocent                           | Platsprocent                           | Rekord                                 |
| 79                                     | 8-8-9                                  | 1 028 870 euro                         | 10 %                                   | 32 %                                   | 1.10,3ak,                              |

### Större segrar
| År   | Lopp                | Kusk        | Vinstbelopp | Grupp   |
| ---- | ------------------- | ----------- | ----------- | ------- |
| 2019 | Prix Legoux-Longpre | Adrien Lamy | 36 000 EUR  | Grupp 3 |
| 2019 | Prix de Normandie   | Adrien Lamy | 108 000 EUR | Grupp 1 |
| 2019 | Prix Joseph Lafosse | Adrien Lamy | 54 000 EUR  | Grupp 2 |
| 2020 | Prix Edmond Henry   | Adrien Lamy | 54 000 EUR  | Grupp 2 |